# Манкинерь
Манкинерь — деревня в Уржумском районе Кировской области в составе Большеройского сельского поселения.

## География
Находится на правобережье Вятки на расстоянии примерно 41 километр на юго-восток от районного центра города Уржум.

## История
Деревня известна с 1873 года, когда в ней было учтено дворов 32 и жителей 239, в 1905 году 64 и 319, в 1926 73 и 346, в 1950 68 и 268 соответственно, в 1989 158 жителей.

## Население
Постоянное население составляло 219 человека (русские 64 %, мари 35 %) в 2002 году, 158 в 2010.